# Laura Wittner
Laura Wittner (Buenos Aires, 1967) és una escriptora, poeta, guionista, editora i traductora i docent argentina.
Llicenciada en Lletres per la Universitat de Buenos Aires (UBA), també realitzà estudis de postgrau a Nova York. En 1997 va rebre la Beca Fulbright i en 2016 la Beca del Bicentenario para la Creación, del Fondo Nacional de las Artes. Des del 2014 coordina tallers de literatura i ha integrat jurats en concursos de narrativa i poesia. També ha coordinat tallers de poesia i traducció i treballat com a traductora per a diverses editorials. Ha publicat onze llibres de poesia: El pasillo del tren (1996), Los cosacos (1998), Las últimas mudanzas (2001), La tomadora de café (2005), Lluvias (2009) i Balbuceos en una misma dirección (2011), i les antologies Noche con posibilidades (2011), Por qué insistimos con los viajes (2012) i Jueves, noche (2016). Entre els més recents es troben La altura (2016), Por qué insistimos con los viajes (2012/2017) i Lugares donde una no está - Poemas 1996-2016 (2017). També és autora de llibres per a infants, entre els quals Cahier du temps (2006), Cumpleañeros (2007), La noche en tren (2008), Dime cómo vuelas (2019), Gato con guantes (2009), Eso no se hace (2015), Veo Veo – Conjeturas de un conejo (2015) i Los entusiasmos (2019).